# Уаллауа (Орегон)
Уаллауа (англ. Wallowa) — город, расположенный в округе Уаллауа штата Орегон, США. Население составляло 808 человек по переписи 2010 года.

## История
Кадастровый план города появился в 1889 году. Название Уаллауа — от слова на языке не-персе, описывающего треугольную структуру из кольев, которая, в свою очередь, поддерживала частокол из палочек, называемых лакаллас, для постройки рыболовного садка. Не-персе помещали эти ловушки в реку Уаллауа ниже по течению озера Уаллауа. Автор Oregon Geographic Names, Льюис А. Макартур, утверждал, что, хотя происхождение этого названия оспаривается, он придавал большое значение Леви Анкени, предоставившему эту информацию, так как последний был «полностью знаком с ранней историей и традициями долины Уаллауа» и был в близких отношениях со многими индейцами, которые знали факты по этому вопросу.

## География
По данным Бюро переписи населения США, город имеет общую площадь 1,58 км², средняя высота города составляет 899 м над уровнем моря.

### Климат
Этот климатический регион характеризуется большой сезонной разницей температур, с тёплым или жарким (и часто влажным) летом и холодной (иногда очень холодной) зимой. Согласно системе классификации климата Кёппена, в Джозефе влажный континентальный климат.

## Галерея

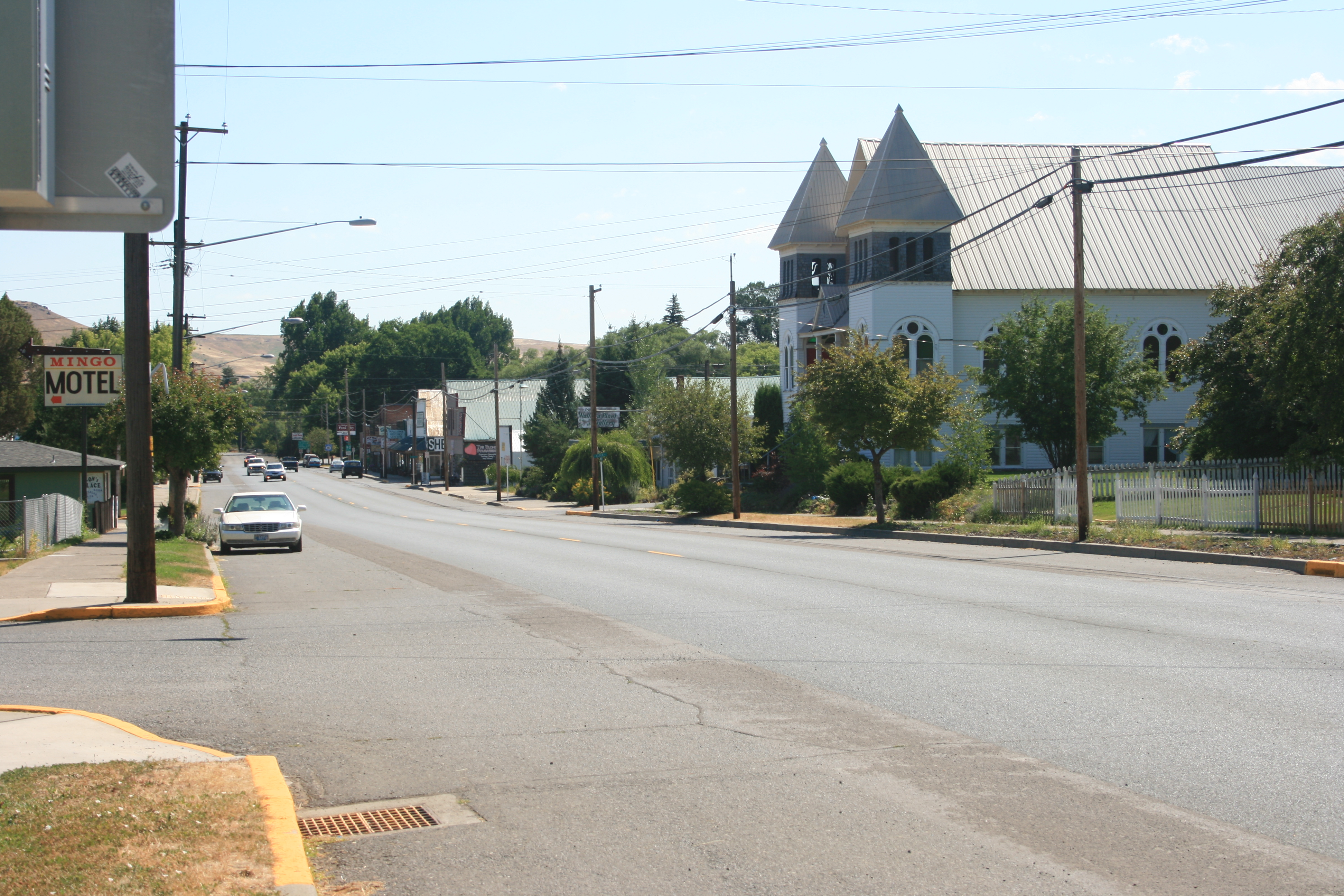
Вид на Уаллауа
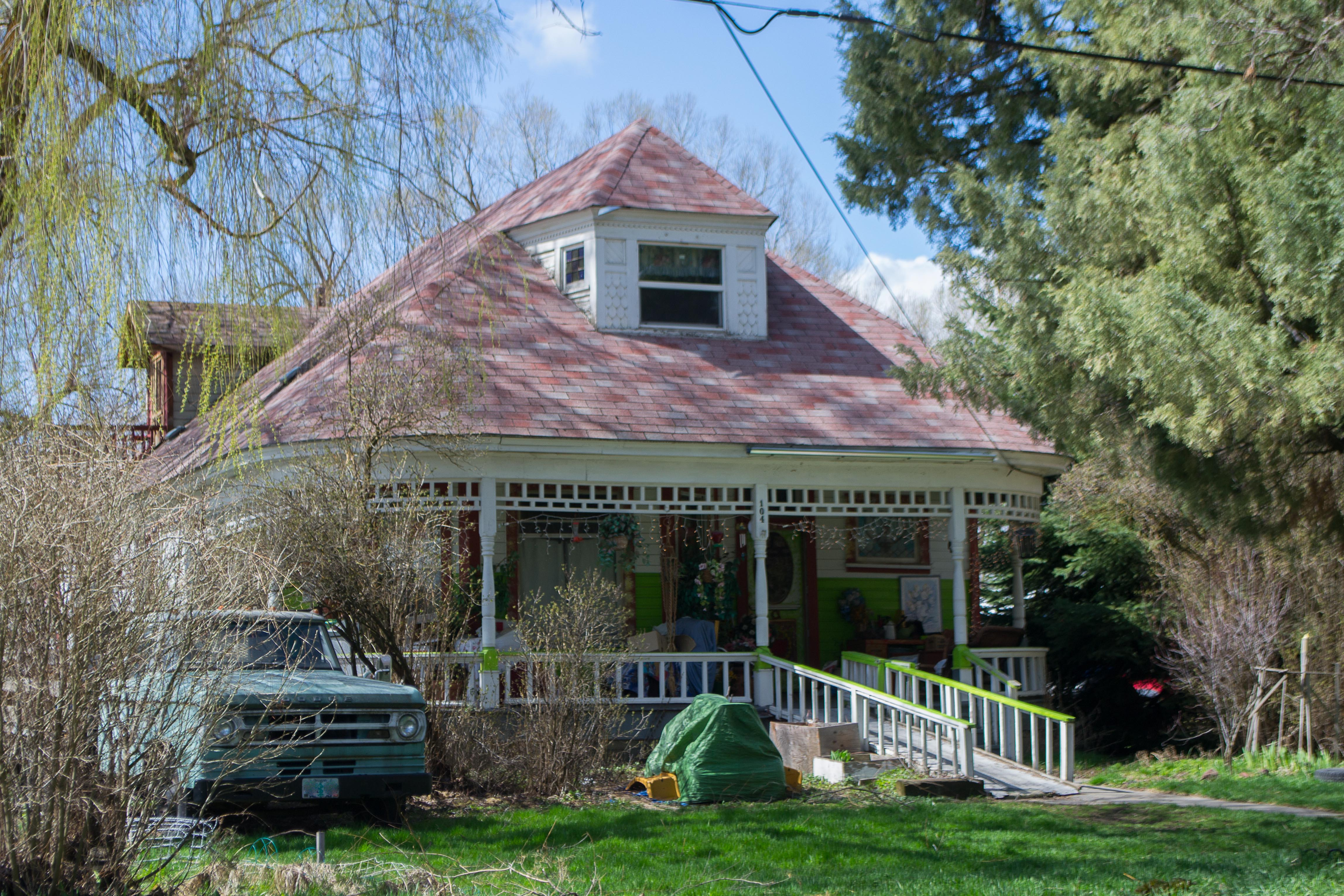
Исторический дом Хантер-Морелок
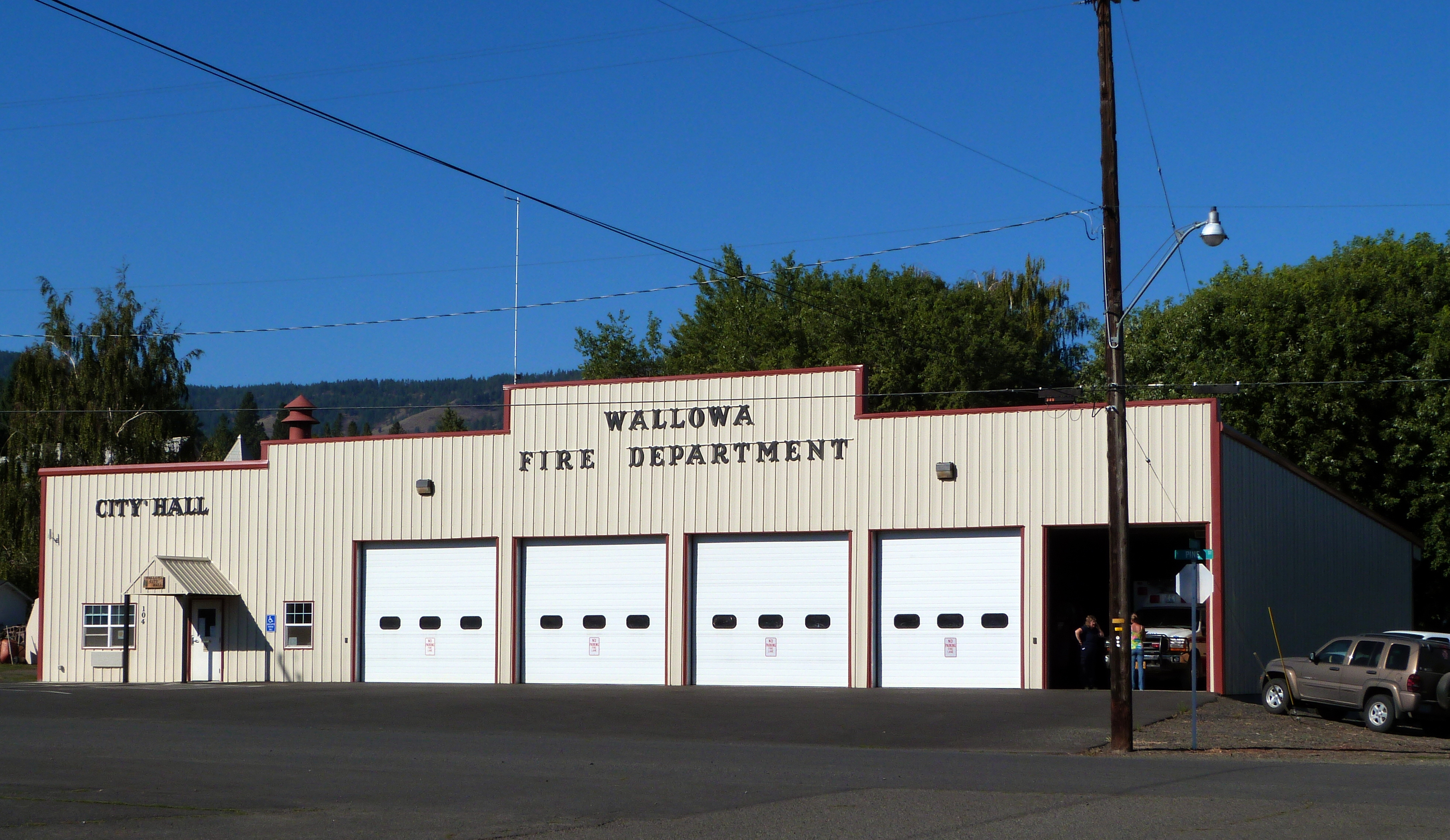
Муниципальное здание